# Schwarz-Weiß Essen
Essener Turnerbund Schwarz-Weiß Essen 1881 e.V. é uma agremiação esportiva alemã, fundada a 1 de janeiro de 1900, sediada em Hessen, na Renânia do Norte-Vestfália.
O clube tem sua origem na associação de ginástica Essener Turnerbund, fundada em 1881. O departamento de futebol foi formado em janeiro de 1900 e se tornou uma entidade separada a 1 de julho de 1974.

## História
Em 1933, o clube se juntou à Gauliga Niederrhein, uma das dezesseis divisões de vôo superiores formados a partir da reorganização do futebol alemão sob a égide do Terceiro Reich. A equipe continuou nesse nível até cair em 1943, sendo os seus melhores resultados uma seqüência de três períodos consecutivos em segundo lugar entre 1937 e 1940.
O SWE retornou ao nível I, em 1951, na Oberliga West, exceto as temporadas de 1958, 1959 e 1961 na segunda divisão, jogou na primeira divisão até 1963, ano em que ocorreu a formação da Bundesliga, o campeonato alemão de futebol da primeira divisão profissional.
Seu maior momento de glória adveio em 1959, quando bateu o Rot-Weiss Essen por 1 a 0, Hertha Berlim por 6 a 3, e Hamburger SV por 2 a 1, vencendo ainda o Borussia Neunkirchen por 5 a 2 para levar a DFB-Pokal, a Copa da Alemanha.
Depois de 1963, o Schwarz-Weiß atuou na segunda divisão, seja na Regionalliga West ou Bundesliga 2 Nord no final dos anos 70. A equipe por conta de um ponto caiu da Bundesliga, em 1967, terminando atrás do Borussia Neunkirchen nas eliminatórias da liga. Em 1978, desceu para a terceira divisão, a Oberliga Nordrhein (IV).

## Títulos
- Copa da Alemanha Campeão: 1959;
- Vice-campeão alemão sub-17: 1986;

## Cronologia de 1933 a 2008
1933–1943 Gauliga Niederrhein|Gauliga/Bereichsklasse Niederrhein
1949–1951 2. Liga West
1951–1957 Oberliga West
1957–1959 2. Liga West
1959–1960 Oberliga West
1960–1962 2. Liga West
1962–1963 Oberliga West
1963–1974 Regionalliga West
1974–1978 2. Bundesliga Nord
1978–2008 Oberliga Nordrhein
2008–2012 NRW-Liga
Desde 2012 Oberliga Niederrhein

## Cronologia recente
| Temporada | Liga              | Lugar | Pontos | S-U-N    | Tore  | Média de público | Artilheiro                |
| 1990/91   | AOL Nordrhein (3) | 9     | 29:35  | -        | 35:34 |                  |                           |
| 1991/92   | AOL Nordrhein (3) | 12    | 25:35  | -        | 32:45 |                  | Ralf Mölders              |
| 1992/93   | AOL Nordrhein (3) | 11    | 26:34  | -        | 41:45 |                  |                           |
| 1993/94   | AOL Nordrhein (3) | 9     | 32:28  | -        | 55:50 |                  | Ralf Mölders (20)         |
| 1994/95   | AOL Nordrhein (4) | 8     | 31:29  | 10-11-9  | 46:54 |                  |                           |
| 1995/96   | AOL Nordrhein (4) | 3     | 54     | 15-9-6   | 52:22 |                  |                           |
| 1996/97   | AOL Nordrhein (4) | 5     | 46     | 12-12-6  | 50:33 |                  |                           |
| 1997/98   | AOL Nordrhein (4) | 8     | 38     | 9-11-10  | 30:30 |                  |                           |
| 1998/99   | AOL Nordrhein (4) | 8     | 42     | 12-6-12  | 50:43 |                  | Andreas Blaumann (11)     |
| 1999/00   | AOL Nordrhein (4) | 9     | 38     | 12-2-16  | 39:45 |                  | Jürgen Meier (17)         |
| 2000/01   | AOL Nordrhein (4) | 6     | 51     | 14-9-11  | 48:48 |                  | Christian Hoffmann (11)   |
| 2001/02   | AOL Nordrhein (4) | 9     | 47     | 13-8-13  | 43:48 |                  | Mike Möllensiep (12)      |
| 2002/03   | AOL Nordrhein (4) | 6     | 49     | 14-7-11  | 41:35 |                  | Cemal Kelle (8)           |
| 2003/04   | AOL Nordrhein (4) | 12    | 43     | 12-7-15  | 42:45 |                  | Mike Möllensiep (10)      |
| 2004/05   | AOL Nordrhein (4) | 5     | 58     | 17-7-8   | 63:43 |                  | Sascha Wolf (25)          |
| 2005/06   | AOL Nordrhein (4) | 9     | 44     | 12-8-12  | 58:50 |                  | Sascha Wolf (21)          |
| 2006/07   | AOL Nordrhein (4) | 6     | 52     | 14-10-10 | 54:38 |                  | Sascha Wolf (23)          |
| 2007/08   | AOL Nordrhein (4) | 5     | 51     | 14-9-11  | 43:48 | 626              | Sascha Wolf (10)          |
| 2008/09   | NRW-Liga (5)      | 4     | 62     | 17-11-8  | 59:46 | 436              | Sebastian Westerhoff (17) |
| 2009/10   | NRW-Liga (5)      | 4     | 59     | 17-8-11  | 49:32 | 353              | Sebastian Westerhoff (10) |
| 2010/11   | NRW-Liga (5)      | 5     | 51     | 15-6-11  | 45:36 | 720              | Dirk Heinzmann (12)       |
| 2011/12   | NRW-Liga (5)      | 10    | 55     | 17-4-13  | 59:51 |                  | Dirk Heinzmann (16)       |